# Skyscream
Skyscream – polski zespół muzyczny powstały w 2009 w Olsztynie. 

## Życiorys
Zespół Skyscream powstał z inicjatywy Artura Tomella (śpiew, gitara) i Rafała Malinowskiego (perkusja). Muzyka zespołu to efekt wspólnych poszukiwań inspirowanych muzyką rockową. Grupa była uczestnikiem finału ogólnopolskiego konkursu ”Przebojem na antenę” organizowanym przy współudziale 17 stacji radiowych Polskiego Radia. Efektem konkursu był udział w koncercie laureatów, który był transmitowany w 17 rozgłośniach radiowych. Podsumowaniem konkursu jest składankowa płyta CD. 
W styczniu 2009 roku ukazała się pierwsza EP-ka grupy, która zebrała dobre recenzje u dziennikarzy muzycznych. Od 2009 roku nagrania zespołu były prezentowane w rozgłośniach radiowych, m.in.: Radio Olsztyn, Radio Merkury, Polskie Radio Trójka, Radio Pik, Radio Gdańsk, Radio Rzeszów, Radio Łódź, RDC Warszawa, Proradio, Antyradio, Megastacja. Na liście przebojów Radia SAR grupa czterokrotnie znalazła się na pierwszym miejscu zestawienia. W krótkim okresie działania zespół zagrał z takimi zespołami jak: TSA, Czerwone Gitary, Lombard, No To Co, Cree, Hunter, Kasia Wilk, Muchy. 
W grudniu 2010 roku zespół zakończył pracę w studio nagrywając 8 utworów, które znajdują się na płycie pt. Znak czasu, która została wydana w formie digipacka. W 2011 r. na CZAD LIŚCIE Radia Centrum nagranie zespołu "Teraz Wiem" trzykrotnie znalazło się na pierwszym miejscu listy. W tym samym roku cover utworu "Maszynka do Świerkania" był najczęściej prezentowanym nagraniem w powyższych rozgłośniach radiowych w historii grupy. 
Latem 2011 r. zespół zawiesił działalność.

## Dyskografia
Albumy
- Znak Czasu 2010

## Muzycy
Ostatni skład zespołu
- Artur Tomella – gitara, wokal
- Mateusz Mróz – gitara basowa
- Krzysztof Sydor – perkusja
- Piotr Pankowski - gitara, wokal
- Piotr Korzeniewski - wokal